# Publius Juventius Celsus
Publius Juventius Celsus Titus Aufidius Hoenius Severianus was een Romeins senator en rechtsgeleerde in de 2e eeuw. Zijn vader had dezelfde naam en was ook jurist. Om het onderscheid te maken spreekt men over Celsus pater en Celsus filius.

## Loopbaan
Celsus was praetor in 106/107, gouverneur in de provincie Thrakië in 114/115 en consul suffectus in 115. Keizer Hadrianus nam hem op in zijn raad. Celsus werd in 129 voor de tweede maal consul, naast Lucius Neratius Marcellus. In dat jaar was hij betrokken bij een wetgevend optreden inzake erfrecht, het Senatus consultum Iuventianum. In 129/130 bekroonde hij zijn senatoriële carrière met een gouverneurschap van Asia. 
Als jurist behoorde hij in het spoor van zijn vader tot de proculiaanse school. Hij schreef Epistulae, Commentarii, Quaestiones en Digesta, allemaal verloren. Enkel van zijn 39-delige Digesta zijn delen overgenomen in de Digesten van het Corpus iuris civilis. Celsus was met Julianus de belangrijkste jurist van de hoogklassieke tijd. Plinius de Jongere bekritiseerde zijn retorische gaven, maar hij had talent voor spreukachtige formuleringen, waaronder de enige Romeinse definitie van recht:
- Ius est ars boni et aequi – Het recht is de kunst van het goede en het billijke (Dig. 1.1.1)
- Impossibilium nulla obligatio est - Er is geen verplichting het onmogelijke te doen (Dig. 50.17.185)
- Nihil aliud est actio quam ius quod nobis debeatur, iudicio persequendi - Een rechtsvordering is niets anders dan het recht hetgeen ons verschuldigd is langs gerechtelijke weg op te eisen (Dig. 44.7.51)
- Scire leges non hoc est verba earum tenere, sed vim ac potestatem – De wetten kennen, dat is niet zich aan hun woorden houden, maar aan hun zin en doel (Dig. 1.3.17)
- Incivile est, nisi tota lege perspecta, una aliqua particula eius proposita iudicare vel respondere – Het is onjuridisch, zonder de gehele wet te beschouwen, op grond van één bijzondere bepaling ervan uitspraak te doen of te oordelen (Dig. 1.3.24)